# شین کیونگ سو
شین کیونگ سو (به کره ای: 신경수) یک کارگردان اهل کره جنوبی است که با سریال شش اژدهای پرنده شناخته می‌شود. او یکی از کارگردانان شبکه اس بی اس است و کارگردانی عنوان‌های پرخرج  را بر عهده می‌گیرد. من جمله آثار او سه روز، درختی با ریشه عمیق، شش اژدهای پرنده، گل نوکدو، جنگیر چوسان و اولین پاسخ دهندگان است.
او در حال حاضر عضو کمپانی تولید سریال ای‌استوری می‌باشد.